# Deltalight
Deltalight is een in het Belgische Wevelgem gevestigde producent van architecturale verlichting.

## Geschiedenis
In 1974 richtte Paul Ameloot in Roeselare Stereo House op. Stereo House verkocht geluidssystemen. Maar door de groeiende populariteit van disco's ging Stereo House meer verlichting verkopen. In 1989 richtte hij Deltalight op. Het bedrijf groeide snel uit en was dan al actief in meer dan 50 landen. In de periode van 1996 tot en met 2003 groeide Deltalight snel en opende vestigingen in Azië, Noord-Amerika en andere Europese landen.
Deltalight breidde in 2015 zijn hoofdkantoor in West-Vlaanderen uit met een 26 meter hoge architecturale lichtbox, ontworpen door Damiaan Vanhoutte. Deze uitbreiding van 5.500 m² bracht het totaal op 37.500 m² en weerspiegelde de internationale groeidoelstellingen van het bedrijf. De nieuwe vleugel combineerde een functioneel magazijn met flexibele kantoor- en presentatieruimtes, passend bij de moderne en high-tech-eenvoud van de verlichtingsfilosofie van het bedrijf.
In 2018 werd Deltalight Group opgericht. Dit is de overkoepelende groep van alle vestigingen in de wereld. In 2022 nam Deltalight het Noord-Amerikaanse Lambent Lighting Group over. Zo werden ze een van de grootste spelers op de Amerikaanse markt. In 2024 had het bedrijf 18 vestigingen buiten België.

## Enkele productlijnen

### XY180 (2018)
De XY180-collectie is een modulaire verlichtingscollectie voor Deltalight ontworpen door architectenbureau OMA. Het bestaat uit een reeks minimalistische armaturen die verschillende lichtbronnen combineren met lineaire verbindingen. Hierdoor kunnen gebruikers diverse lichtcomposities creëren die geschikt zijn voor zowel residentiële als commerciële ruimtes. Het ontwerp is geïnspireerd op de eenvoud en flexibiliteit van technische tekeninstrumenten, zoals linialen en gradenbogen.

### High Profile verlichtingscollectie (2022)
De High Profile-verlichtingscollectie is het resultaat van een samenwerking tussen het Nederlandse architectenbureau MVRDV en Deltalight. De collectie maakt gebruik van aluminium profielen die oorspronkelijk zijn ontworpen voor systeemplafonds, waarbij deze functionele elementen worden omgevormd tot esthetische verlichtingsarmaturen. De High Profile-serie omvat verschillende ontwerpen, waaronder hanglampen en wandlampen, die zowel in residentiële als commerciële omgevingen kunnen worden toegepast. 